# Чемпіонат Північної і Центральної Америки та країн Карибського басейну з легкої атлетики 2015
Чемпіонат Північної і Центральної Америки та країн Карибського басейну з легкої атлетики 2015 відбувся 7-9 серпня в Сан-Хосе на Національному стадіоні.

## Призери

### Чоловіки
| Дисципліни                | Золото                                                          | Золото      | Срібло                                                                  | Срібло   | Бронза                                                              | Бронза   |
| ------------------------- | --------------------------------------------------------------- | ----------- | ----------------------------------------------------------------------- | -------- | ------------------------------------------------------------------- | -------- |
| 100 метрів                | Ремонтей Мак-Клейн США                                          | 10,09       | Рамон Гіттенс Барбадос                                                  | 10,11    | Леві Кадоган Барбадос                                               | 10,13    |
| 200 метрів                | Рашид Дваєр Ямайка                                              | 20,12 CR    | Янкарлос Мартінес Домініканська Республіка                              | 20,28    | Антуан Адамс Сент-Кіттс і Невіс                                     | 20,47    |
| 400 метрів                | Лалонд Гордон Тринідад і Тобаго                                 | 44,89 CR    | Нері Бренес Коста-Рика                                                  | 45,22    | Рікардо Чамберс Ямайка                                              | 45,37    |
| 800 метрів                | Раян Мартін США                                                 | 1.45,79 CR  | Клейтон Мерфі США                                                       | 1.46,38  | Джамал Джеймс Тринідад і Тобаго                                     | 1.47,07  |
| 1500 метрів               | Ендрю Вітінг США                                                | 3.45,08 CR  | Денієл Вінн США                                                         | 3.45,43  | Денієл Горман Канада                                                | 3.46,73  |
| 5000 метрів               | Лопес Ломонг США                                                | 13.57,53 CR | Хосе Хуан Еспарса Мексика                                               | 14.03,81 | Фабіан Герреро Мексика                                              | 14.06,64 |
| 110 метрів з бар'єрами    | Майкел Томас Тринідад і Тобаго                                  | 13,23 CR    | Йоаніс Портілья Куба                                                    | 13,30    | Едді Ловетт Американські Віргінські Острови                         | 13,31 NR |
| 400 метрів з бар'єрами    | Хав'єр Кулсон Пуерто-Рико                                       | 48,70       | Хосе Луїс Гаспар Куба                                                   | 49,67    | Тревор Браун США                                                    | 49,88    |
| 3000 метрів з перешкодами | Енді Баєр США                                                   | 8.44,88     | Стенлі Кебенеї США                                                      | 8.52,82  | Крістофер Дулганті Канада                                           | 9.01,44  |
| 4×100 метрів              | ЯмайкаМаріо Форсайт Джейсон Лівермор Ошейн Бейлі Шелдон Мітчелл | 38,07 CR    | СШАТрелл Кіммонс Гаррі Адамс Біджей Лі Ремонтей Мак-Клейн               | 38,45    | БарбадосЛеві Кадоган Рамон Гіттенс Ніколас Дешонг Беркхарт Елліс    | 38,55 NR |
| 4×400 метрів              | СШАКлейтон Паррос Келвін Сміт Маркус Чемберс Джеймс Гарріс      | 3.00,07 CR  | Багамські ОстровиЛатой Вільямс Алонзо Расселл Веслі Неймур Рамон Міллер | 3.00,53  | КубаВільямс Кольясо Адріан Шакон Осмайдель Пеллісьєр Йоандіс Лескай | 3.01,22  |
| Стрибки у висоту          | Джакоріан Даффілд США                                           | 2,25        | Тревор Баррі Багамські Острови                                          | 2,20     | Раян Інгрем Багамські Острови                                       | 2,20     |
| Стрибки з жердиною        | Натан Армандо Рівера Сальвадор                                  | 4,70        | не вручалась                                                            |          | не вручалась                                                        |          |
| Стрибки в довжину         | Камерон Баррелл США                                             | 8,06 CR     | Камал Фуллер Ямайка                                                     | 7,90     | Іфеанійчукву Отуоньє Острови Теркс і Кайкос                         | 7,71     |
| Потрійний стрибок         | Йорданіс Дураньйона Домініка                                    | 16,98       | Джош Ганікатт США                                                       | 16,57w   | Лівен Сендс Багамські Острови                                       | 16,53    |
| Штовхання ядра            | Джонатан Джонс США                                              | 20,54 CR    | Даррелл Гілл США                                                        | 19,67    | Реймонд Браун Ямайка                                                | 19,28    |
| Метання диска             | Расс Вінгер США                                                 | 60,68       | Ендрю Еванс США                                                         | 59,32    | Квінсі Вілсон Тринідад і Тобаго                                     | 56,82    |
| Метання молота            | Роберто Янет Куба                                               | 72,72 CR    | Колін Данбар США                                                        | 71,74    | Дієго дель Реаль Мексика                                            | 70,83    |
| Метання списа             | Райлі Долежал США                                               | 79,30 CR    | Гільєрмо Мартінес Куба                                                  | 78,15    | Альберт Рейнольдс Сент-Люсія                                        | 77,71    |

### Жінки
| Дисципліни                | Золото                                                          | Золото      | Срібло                                                                      | Срібло   | Бронза                                                                     | Бронза   |
| ------------------------- | --------------------------------------------------------------- | ----------- | --------------------------------------------------------------------------- | -------- | -------------------------------------------------------------------------- | -------- |
| 100 метрів                | Барбара П'єр США                                                | 11,12       | Чаронда Вільямс США                                                         | 11,21    | Мішель-Лі Ає Тринідад і Тобаго                                             | 11,22    |
| 200 метрів                | Кайра Джефферсон США                                            | 22,50 CR    | Семой Гекетт Тринідад і Тобаго                                              | 22,51    | Дезері Браянт США                                                          | 22,58    |
| 400 метрів                | Кортні Около США                                                | 51,57 CR    | Кала Фандерберк США                                                         | 52,22    | Боббі-Гей Вілкінс-Гуден Ямайка                                             | 52,45    |
| 800 метрів                | Шанель Прайс США                                                | 2.00,48 CR  | Габрієла Медіна Мексика                                                     | 2.02,13  | Кімарра Мак-Дональд Ямайка                                                 | 2.02,14  |
| 1500 метрів               | Рейчел Шнайдер США                                              | 4.14,78 CR  | Шелбі Гуліган США                                                           | 4.16,61  | Крістіна Гвадалупе Гевара Мексика                                          | 4.24,75  |
| 5000 метрів               | Келлін Тейлор США                                               | 16.24,86 CR | Роза Елізабет дель Торо Сальвадор                                           | 17.51,74 | Габрієла Трана Коста-Рика                                                  | 18.41,98 |
| 100 метрів з бар'єрами    | Лоло Джонс США                                                  | 12,63w      | Теная Джонс США                                                             | 12,68w   | Кієр Беклс Барбадос                                                        | 12,88w   |
| 400 метрів з бар'єрами    | Тіффані Вільямс США                                             | 54,35 CR    | Спаркл Мак-Найт Тринідад і Тобаго                                           | 55,41    | Сур'ян Ечаваррія Куба                                                      | 55,97    |
| 3000 метрів з перешкодами | Ешлі Гіггінсон США                                              | 9.56,75 CR  | Шалая Кіпп США                                                              | 10.03,91 | Ана Крістіна Нарваес Мексика                                               | 10.16,25 |
| 4×100 метрів              | СШАБарбара П'єр Лекейша Лоусон Дезері Браянт Кайра Джефферсон   | 42,24       | Пуерто-РикоБеатріс Крус Селіаньєлі Моралес Генойска Кансель Кароль Родрігес | 43,51    | Тринідад і ТобагоКамарія Дюрант Реяр Томас Лайза Вікем Пелі Альзола        | 43,50    |
| 4×400 метрів              | СШАКала Фундерберк Чаронда Вільямс Тіффані Вільямс Кортні Около | 3.25,39 CR  | ЯмайкаСоніква Вокер Верон Чемберс Джонік Дей Боббі-Гей Вілкінс-Гуден        | 3.28,65  | Багамські ОстровиЛаніс Кларк Крістін Амертіль Катріна Сеймур Аданака Браун | 3.31,80  |
| Стрибки у висоту          | Леверн Спенсер Сент-Люсія                                       | 1,91 CR     | Прісцилла Фредерік Антигуа і Барбуда                                        | 1,88     | Деандра Денієл Тринідад і Тобаго                                           | 1,85     |
| Стрибки з жердиною        | Крістен Гіксон США                                              | 4,50 CR     | Келсі Абі Канада                                                            | 4,40     | Кеті Наджеотт США                                                          | 4,30     |
| Стрибки в довжину         | Кванеша Беркс США                                               | 6,93 CR     | Шантел Мелоун Британські Віргінські Острови                                 | 6,69 NR  | Шакіла Сондерс США                                                         | 6,57     |
| Потрійний стрибок         | Шаніка Томас Ямайка                                             | 14,23 CR    | Ана Хосе Домініканська Республіка                                           | 14,21w   | Лінніка Піттс США                                                          | 14,02w   |
| Штовхання ядра            | Джилл Камарена-Вільямс США                                      | 18,62 CR    | Дженева Стівенс США                                                         | 17,61    | Яніувіс Лопес Куба                                                         | 16,76    |
| Метання диска             | Саммер Пірсон США                                               | 56,64       | Джаліза Вільямс Тринідад і Тобаго                                           | 37,06    | Альма Ондіна Гітьєррес Гондурас                                            | 36,67    |
| Метання молота            | Ембер Кемпбелл США                                              | 72,41       | Деанна Прайс США                                                            | 71,27    | Їріслейдіс Форд Куба                                                       | 69,91    |
| Метання списа             | Кара Вінгер США                                                 | 60,34 CR    | Юленмі Агілар Куба                                                          | 56,79    | Ханна Карсон США                                                           | 50,34    |

## Медальний залік
| Місце                | Країна                          | Золото | Срібло | Бронза | Загалом |
| -------------------- | ------------------------------- | ------ | ------ | ------ | ------- |
| 1                    | США                             | 27     | 15     | 6      | 48      |
| 2                    | Ямайка                          | 4      | 2      | 4      | 10      |
| 3                    | Тринідад і Тобаго               | 2      | 3      | 5      | 10      |
| 4                    | Куба                            | 1      | 4      | 4      | 9       |
| 5                    | Пуерто-Рико                     | 1      | 1      | 0      | 2       |
| 5                    | Сальвадор                       | 1      | 1      | 0      | 2       |
| 7                    | Сент-Люсія                      | 1      | 0      | 1      | 2       |
| 8                    | Домініка                        | 1      | 0      | 0      | 1       |
| 9                    | Мексика                         | 0      | 2      | 4      | 6       |
| 10                   | Багамські Острови               | 0      | 2      | 3      | 5       |
| 11                   | Домініканська Республіка        | 0      | 2      | 0      | 2       |
| 12                   | Барбадос                        | 0      | 1      | 3      | 4       |
| 13                   | Канада                          | 0      | 1      | 2      | 3       |
| 14                   | Коста-Рика                      | 0      | 1      | 1      | 2       |
| 15                   | Антигуа і Барбуда               | 0      | 1      | 0      | 1       |
| 15                   | Британські Віргінські Острови   | 0      | 1      | 0      | 1       |
| 17                   | Гондурас                        | 0      | 0      | 1      | 1       |
| 17                   | Сент-Кіттс і Невіс              | 0      | 0      | 1      | 1       |
| 17                   | Американські Віргінські Острови | 0      | 0      | 1      | 1       |
| 17                   | Острови Теркс і Кайкос          | 0      | 0      | 1      | 1       |
| Загалом (20 збірних) | Загалом (20 збірних)            | 38     | 37     | 37     | 112     |